# Musikverein (Vienne)

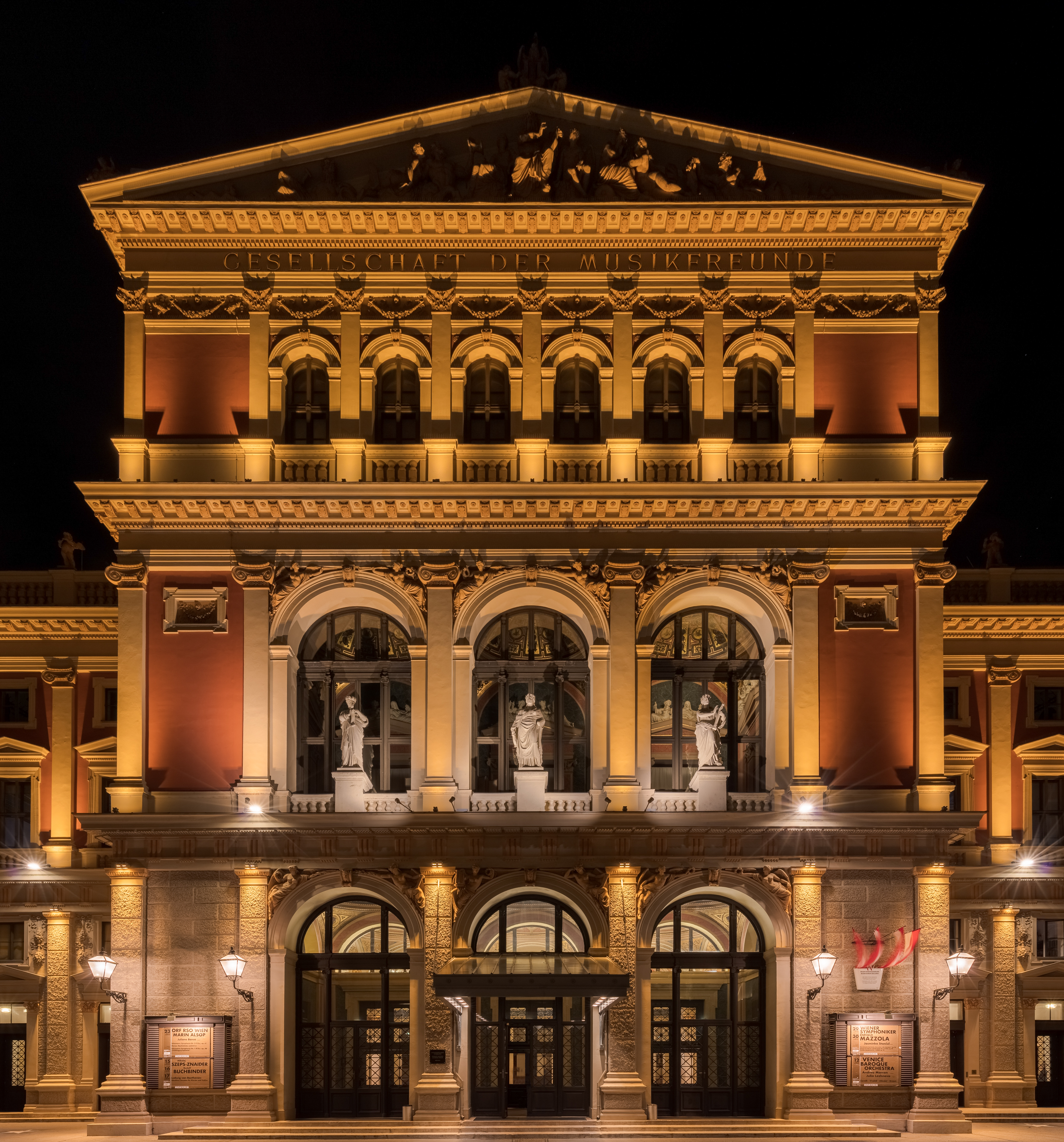
La façade, de nuit, du Musikverein. Janvier 2020.

Le Musikverein de Vienne  (/mu.zik.fə.ʁajn/) — de son nom original en allemand Haus des Wiener Musikvereins (« Maison de l’Union Musicale de Vienne ») – inauguré le 6 janvier 1870, est une salle de concert réputée pour son acoustique et considérée comme l'une des trois plus belles salles du monde avec le Symphony Hall de Boston et le Concertgebouw d'Amsterdam. 
Elle est le siège de la Société philharmonique de Vienne (Gesellschaft der Musikfreunde in Wien) et constitue la résidence de l'Orchestre philharmonique de Vienne.
C'est dans cette salle qu'est aussi donné tous les ans le traditionnel Concert du nouvel an à Vienne.

## Histoire
La Société des amis de la musique de Vienne, fondée en 1812, recourut, de 1831 à 1870, à une salle de concert dont la capacité était limitée à environ 700 places assises. En 1863, l'empereur François-Joseph fit don d'un terrain à l'association, en vue d'y édifier une salle de concert de plus grandes dimensions.
La société engagea l'architecte Theophil Hansen (1813-1891), bâtisseur en 1856 de l'Académie Sinea à Athènes (connue à partir de 1926 comme Académie d'Athènes), en vue de construire un bâtiment qui abriterait simultanément une grande salle destinée aux concerts d'un orchestre philharmonique et une salle de dimensions plus modestes, pour les concerts de musique de chambre.
Dès l'inauguration, le 6 janvier 1870  par l'orchestre philharmonique de Vienne avec à sa tête son tout premier chef professionnel Carl Heissler, l'acoustique exceptionnelle de la grande salle assura une renommée internationale à ce nouveau « temple » de la musique. De son côté, la petite salle acquit rapidement une certaine renommée comme salle destinée aux concerts de musique de chambre, puis fut rebaptisée, en 1937, pour honorer la mémoire du compositeur Johannes Brahms.
Le bâtiment fut rapidement surnommé, à travers le monde, Musikverein, mot signifiant « Association musicale ».
À partir de 2001, le bâtiment a fait l'objet d'importants travaux de réaménagement, sous la direction de l'architecte Wilhelm Holzbauer. Quatre des nouvelles salles, construites en sous-sol, se vont vu attribuer un nom inspiré d'un élément de la nature ou issu du travail de l'homme :
- les salles de verre, de métal et de pierre, pouvant accueillir aussi bien des concerts que d'autres manifestations : banquets, séminaires, salles de classe, cocktails, etc. ;
- la salle de bois, pouvant accueillir banquets, séminaires, salles de classe, cocktails, etc., mais n'accueillant pas de concerts ;
- plusieurs autres locaux à usage technique interne.

## Les salles de concert

### La Salle dorée

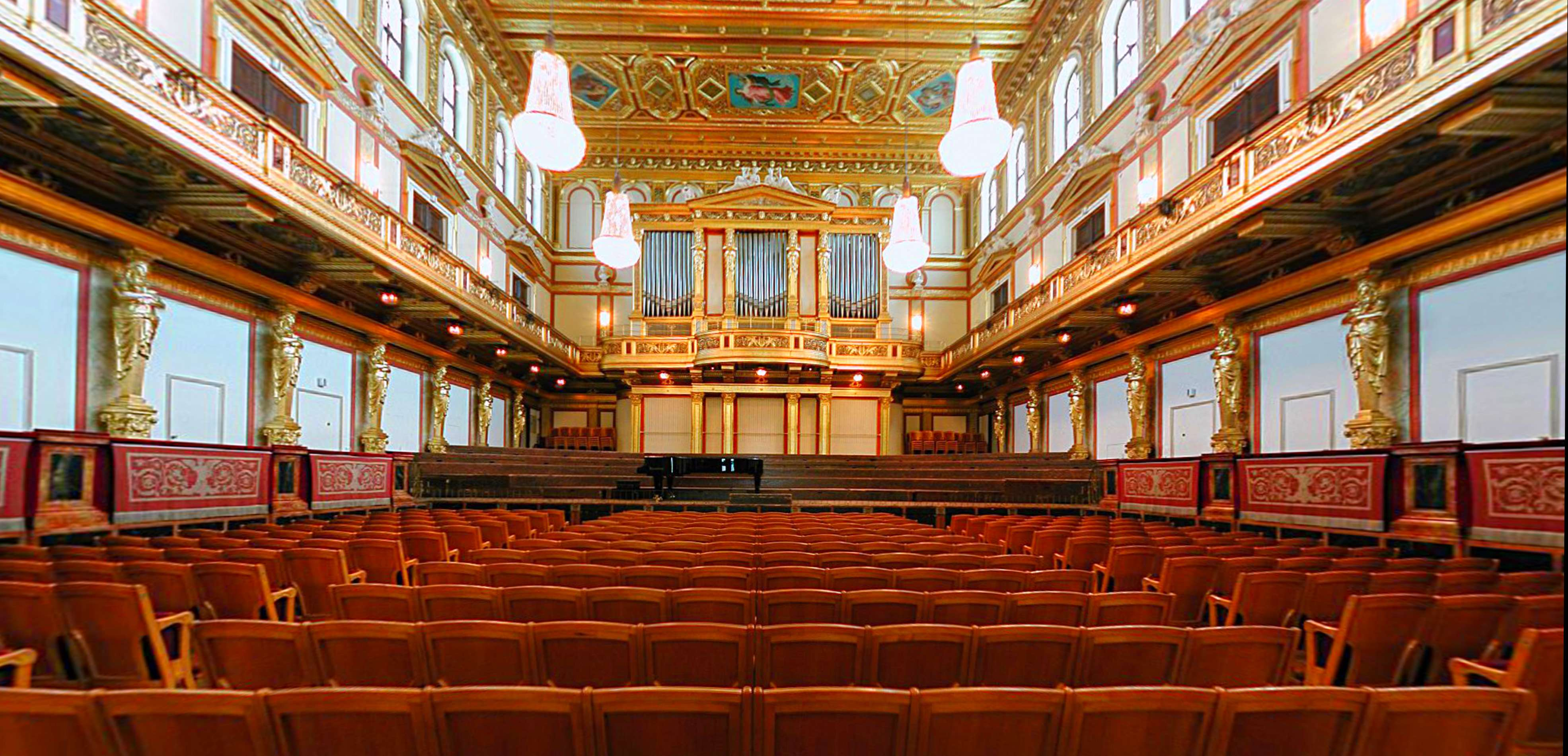
La Salle dorée

La Goldener Saal (Salle dorée) (ou Großer Musikvereinssaal) mesure quarante-huit mètres de long sur dix-neuf de large et dix-huit mètres de haut.
Elle comporte 1 744 places assises et peut en outre accueillir environ 300 spectateurs restant debout.
C'est dans cette salle qu'est donné tous les ans le Concert du nouvel an. 
Jusque dans les années 1990 inclus, les murs étaient de couleur ocre rouge, alors que depuis les travaux de 2001 mentionnés plus haut, ils ont été repeints dans des tonalités blanc crème, comme vous pouvez le voir sur cette image ci-contre.

### La Salle Brahms

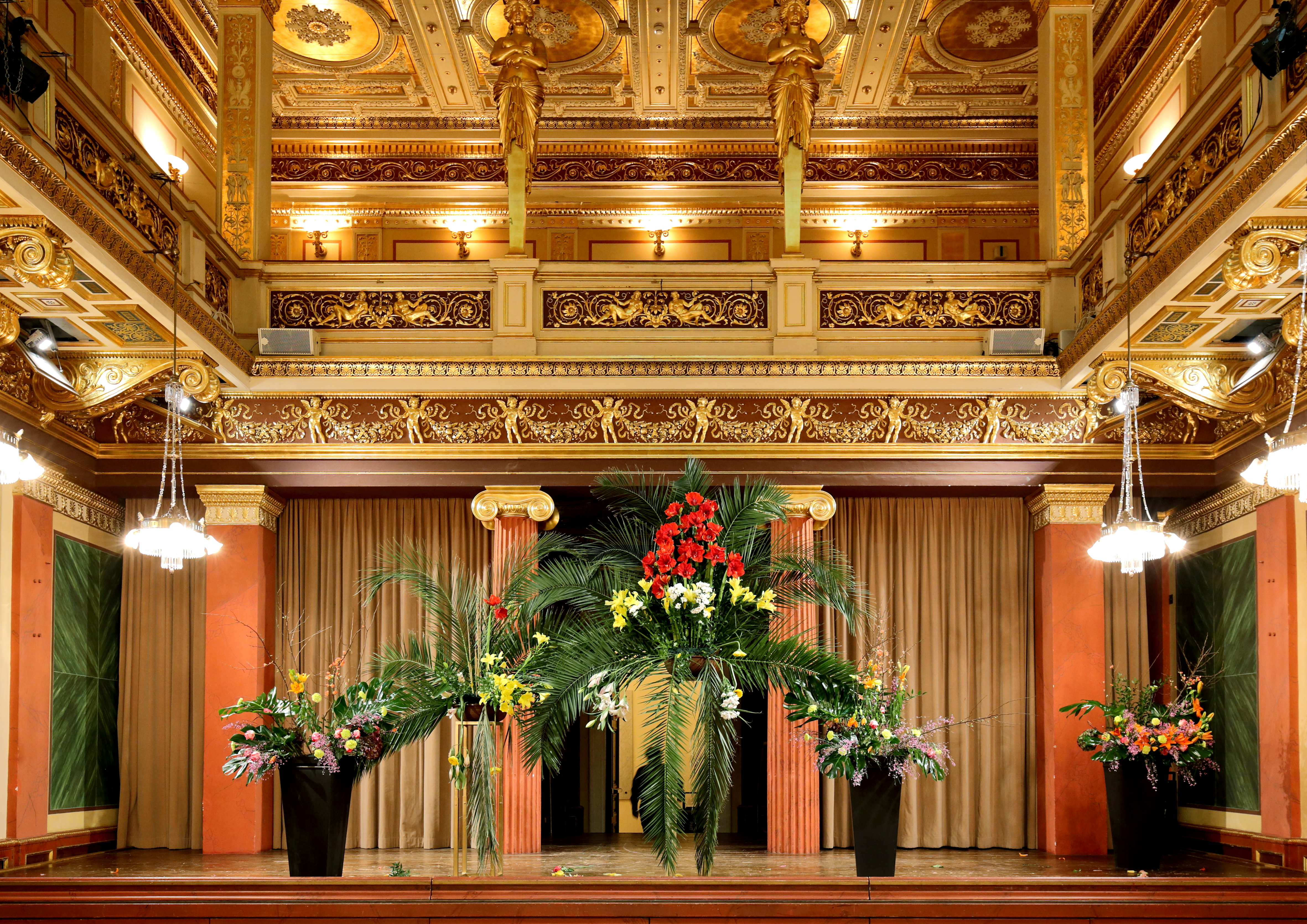
La Salle Brahms

La Salle Brahms – en allemand : Brahmssaal – mesure 32,50 m en profondeur, sur 10,30 m de largeur et 11 m de hauteur.
Elle peut accueillir environ 600 spectateurs en places assises.

### La Salle de verre
La Salle de verre ou Grand auditorium – en allemand : Gläserner Saal ou Magna Auditorium – mesure 22 m en profondeur, sur 12,50 m de largeur et 8 m de hauteur. Sa superficie est de 230 m2 et elle comporte de 150 à 380 places assises, selon l'usage de la salle (380 places en mode « salle de concert »).

### La Salle de métal
La Salle de métal – en allemand : Metallener Saal – mesure 10,50 m en profondeur, sur 10,80 m de largeur et 3,20 m de hauteur. Sa superficie est de 113 m2 et elle comporte de 60 à 126 places assises, selon l'usage de la salle (126 places en mode « salle de concert »).

### La Salle de pierre
La Salle de pierre, ou Auditorium Horst Haschek – en allemand : Steinerner Saal/Horst-Haschek-Auditorium – mesure 13 m en profondeur, sur 8,60 m de largeur et 3,30 m de hauteur. Sa superficie est de 109 m2 et elle comporte de 70 à 80 places assises, selon l'usage de la salle (70 places en mode « salle de concert »).

### Le service des archives
La Société des amis de la musique a pu ouvrir, à partir de 1913, son propre service d'archives, accessible au public au travers d'une salle de lecture. Les locaux occupés par ce service étaient affectés, jusque-là, à une Académie de musique et d'arts du spectacle (qui avait elle-même succédé à l'école de musique de la Société des amis de la musique), à laquelle venait d'être alloué un bâtiment situé à quelques centaines de mètres de la Musikverein, dans la Lothringerstraße.